# Piotr Załucki
Piotr Antonowicz Załucki (ros. Пётр Анто́нович Залу́цкий, ur. 1887 w miasteczku Krucza w guberni mohylewskiej, zm. 10 stycznia) – radziecki polityk, członek KC RKP(b) (1923-1925).

## Życiorys
W 1907 wstąpił do SDPRR, w 1912 aresztowany i zesłany do guberni wołogodzkiej, skąd w 1914 zbiegł. W 1915 aresztowany i zesłany do guberni irkuckiej, skąd w 1916 zbiegł. Od listopada 1916 członek Rosyjskiego Biura KC SDPRR(b), w 1917 członek Piotrogrodzkiego Komitetu SDPRR(b) i Rady Piotrogrodzkiej, w październiku 1917 członek Piotrogrodzkiego Komitetu Wojskowo-Rewolucyjnego, w latach 1918-1920 oficer polityczny Armii Czerwonej. Od 19 listopada 1919 do 17 stycznia 1920 przewodniczący kurskiego gubernialnego komitetu rewolucyjnego, w 1920 przewodniczący chersońskiego gubernialnego komitetu rewolucyjnego i chersońskiego gubernialnego komitetu KP(b)U, od 5 kwietnia do 17 listopada 1920 członek Tymczasowego KC KP(b)U, w latach 1920-1922 członek Prezydium WCIK, od 10 marca do 29 grudnia 1921 sekretarz WCIK. Od 5 kwietnia 1920 do 27 marca 1922 zastępca członka KC RKP(b), w latach 1921-1922 kierownik Wydziału Organizacyjno-Instruktorskiego KC RKP(b), od 28 maja do 8 sierpnia 1921 zastępca członka, a od 8 sierpnia 1921 do 27 marca 1922 członek Biura Organizacyjnego KC RKP(b), 1922 sekretarz Uralskiego Biura KC RKP(b). Od kwietnia 1922 do 3 listopada 1925 sekretarz odpowiedzialny piotrogrodzkiego/leningradzkiego gubernialnego komitetu RKP(b), od kwietnia 1922 do września 1925 sekretarz Północno-Zachodniego Biura KC RKP(b), od 25 kwietnia 1923 do 18 grudnia 1925 członek KC RKP(b), od 12 czerwca 1924 do 18 grudnia 1925 zastępca członka Sekretariatu KC WKP(b). W grudniu 1927 wykluczony z partii za trockizm, w czerwcu 1928 przyjęty ponownie, w latach 1928-1932 przewodniczący Dolno-Wołżańskiego Krajowego Sownarchozu, w latach 1932-1933 szef budowy rejonowej elektrowni państwowej w Kaszyrze, w 1934 zarządca trustu "Strojmaszyna".
16 grudnia 1934 aresztowany, 16 stycznia 1935 skazany na 5 lat więzienia, jednak wkrótce został zwolniony. 9 grudnia 1936 ponownie aresztowany, następnie skazany na śmierć i rozstrzelany.